# Krystyna Myszkiewicz
Krystyna Myszkiewicz (ur. 13 marca 1977), polska poetka, wydała 5 książek poetyckich oraz płytę z melorecytacjami wierszy i jazzem – Klaustropolis (marzec 2007, pismo literackie Portret); publikowała m.in. w Cegle, Bregart, Akancie, Obrzeżach, Nowej Okolicy Poetów, Odrze, Arkadii. Laureatka wielu wyróżnień i nagród w konkursach poetyckich m.in. w I Ogólnopolskim Konkursie Poetyckim O Wawrzyn Sądecczyzny, Wyróżnienie w Turniej Jednego Wiersza im. Rafała Wojaczka, III Nagroda w XVI Konkursie Poetyckim o Nagrodę im. K. K. Baczyńskiego, Łódź, I Nagroda w V Edycji Ogólnopolskiego Konkursu Poetyckiego im. C. K. Norwida, Pruszków, itd. Swoją twórczość prezentowała między innymi w Warszawie podczas festiwalu Manifestacje Poetyckie 2006, w Olsztynie podczas festiwalu Pora Poezji oraz podczas festiwalu Poznań Poetów w 2007, laureatka 3. Ogólnopolskiego Konkursu na tomik Wierszy, Duży Format 2015, kategoria: po debiucie.

## Muzyka
W marcu 2007 ukazała się płyta zawiera melorecytacje wierszy w wykonaniu Krystyny Myszkiewicz i oprawę muzyczną (acid-jazz), skomponowaną przez Cezarego Horonia. Przy koncertach dodatkowym elementem projektu jest strona wizualna w postaci filmów, wykonanych przez Aleksandrę Rzepkę. Zespół występuje w składzie: Krystyna Myszkiewicz (głos), Cezary Horoń (instrumenty klawiszowe), Dawid Główczewski (saksofon), Aleksandra Rzepka (perkusja), Leszek Cyganek (gitara basowa). Płyta nagrana została w studiu Rafała Nowaka w Sosnowcu w marcu 2006. W marcu 2007 płyta dostępna była w sprzedaży w sieci Empik jako załącznik do pisma literackiego Portret.

## Poezja
- Kamienie dumie w twarz (tomik, wydany własnym sumptem w 1994)
- Powiłam słowo, (Wydawnictwo „WKK”, Wrocław 1996)
- Gniazdo na odludziu (Wydawnictwo „Obrzeża”, Zgorzelec 2001)
- głębiel (Zeszyty Poetyckie, pod red. Dawida Junga, Gniezno 2012)[1]
- Newralgion (Wydawnictwo Fundacja Duży Format, Warszawa 2015, ISBN 978-83-64530-27-2)